# Фелікс (ураган)
Ураган «Фелікс» (англ. Hurricane Felix) — найпівденніший ураган 5 категорії в Атлантиці, що перевершує ураган Едіт 1971 року. Це шостий за рахунком шторм, другий ураган 5 категорії в сезоні ураганів в Атлантиці 2007 року. Фелікс утворився з тропічної хвилі 31 серпня, що проходила через південні Навітряні острова. 1 вересня до посилився статусу урагану 1 категорії. На наступний день Фелікс швидко перетворився в сильний ураган, а 3 вересня йому було присвоєно статус 5 категорії; того ж дня ураган був знижений до 4 категорії, але до ранку 4 вересня в другій раз перетворився в ураган 5 категорії.
4 вересня Фелікс вийшов на узбережжі на південь від кордону між Нікарагуа і Гондурасом, в результаті чого в Центральній Америці загинуло щонайменше 133 осіб і завдано збитків на 720 млн доларів. Через руйнівний вплив на Центральну Америку, особливо на Нікарагуа, після сезону 2007 року використання імені було припинено і назавжди закріплено за цим ураганом.

## Метеорологічна історія

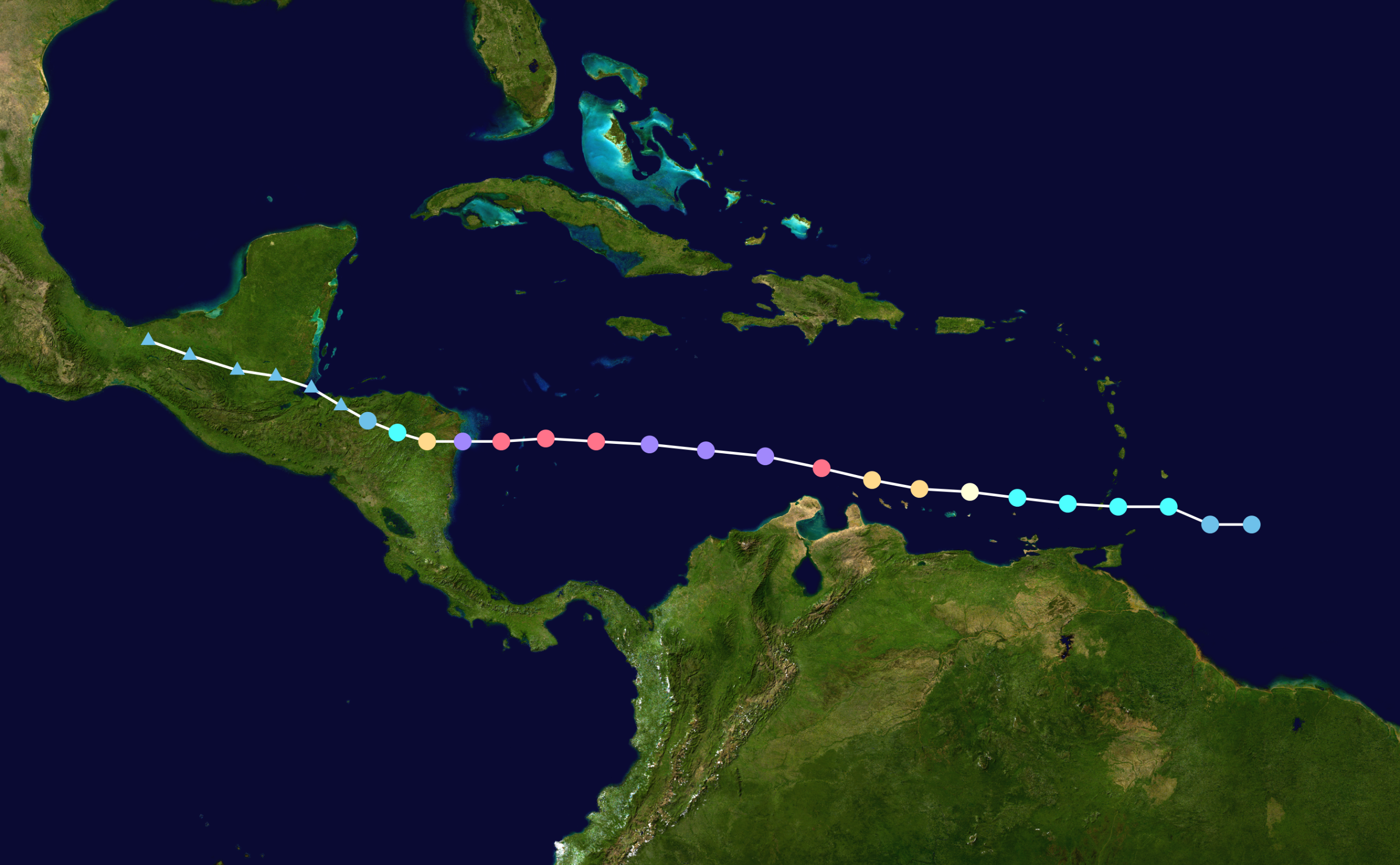
Карта шляху і інтенсивності Урагану Фелікс за шкалою Саффвра–Сімпсона

Тропічна хвиля переміщалася від узбережжя Африки 24 серпня, на захід приблизно 14 миль в годину (23 км / год) без глибокої конвекції. Спочатку її було важко знайти на супутникових знімках, хвиля проходила через вологе середовище і розробила площу розсіяних гроз. 25 серпня супутникові знімки вказали на широкий циклонний поворот на північ від зони міжтропічної конвергенції. Хвиля продовжувала розвиватися від помірної до сильної конвекції, і 27 серпня атмосферний тиск впав до 1012 мбар область низького тиску сформивалась за 830 миль (1340 км) на захід-південно-захід від Прайя, Кабо-Верде. Протягом наступних кількох днів система істотно не посилювалася. Конвекція посилилася на наступний день, і політ в систему повідомив про низкоуровневой циркуляції; відповідно, Національний центр з ураганів ініціював рекомендації по шостій тропічній депресії в 21:00 за Гринвічем 31 серпня, коли вона перебувала приблизно в 180 милях (295 км) на південний-схід від південних Навітряних островів.
Після того, як депресія посилилась в тропічний шторм, вона була розташована на південь від сильного гребеня, що призвело до руху з заходу на північний захід. Система підтримувала вигнуті дощові смуги з відтоком, а при невеликому зсуві вітру і теплою температурою води навколишнього середовища сприяла подальшому розвитку. Глибока конвекція консолідувалася дуже близько до центру, і незабаром після проходження над островом Гренада депресія переросла в тропічний шторм Фелікс рано близько 09:00 UTC 1 вересня. Фелікс швидко зміцнів, оскільки утворилося невелике внутрішнє ядро. конвекції з щільними смугами навколо центру, а до кінця 1 вересня на супутникових знімках було помічено око шторму. Грунтуючись на звітах з літаків-розвідників, Національний центр з ураганів виявив, що Фелікс отримав статус урагану до початку 2 вересня, перебуваючи приблизно в 250 км на північний-схід від Бонайре.

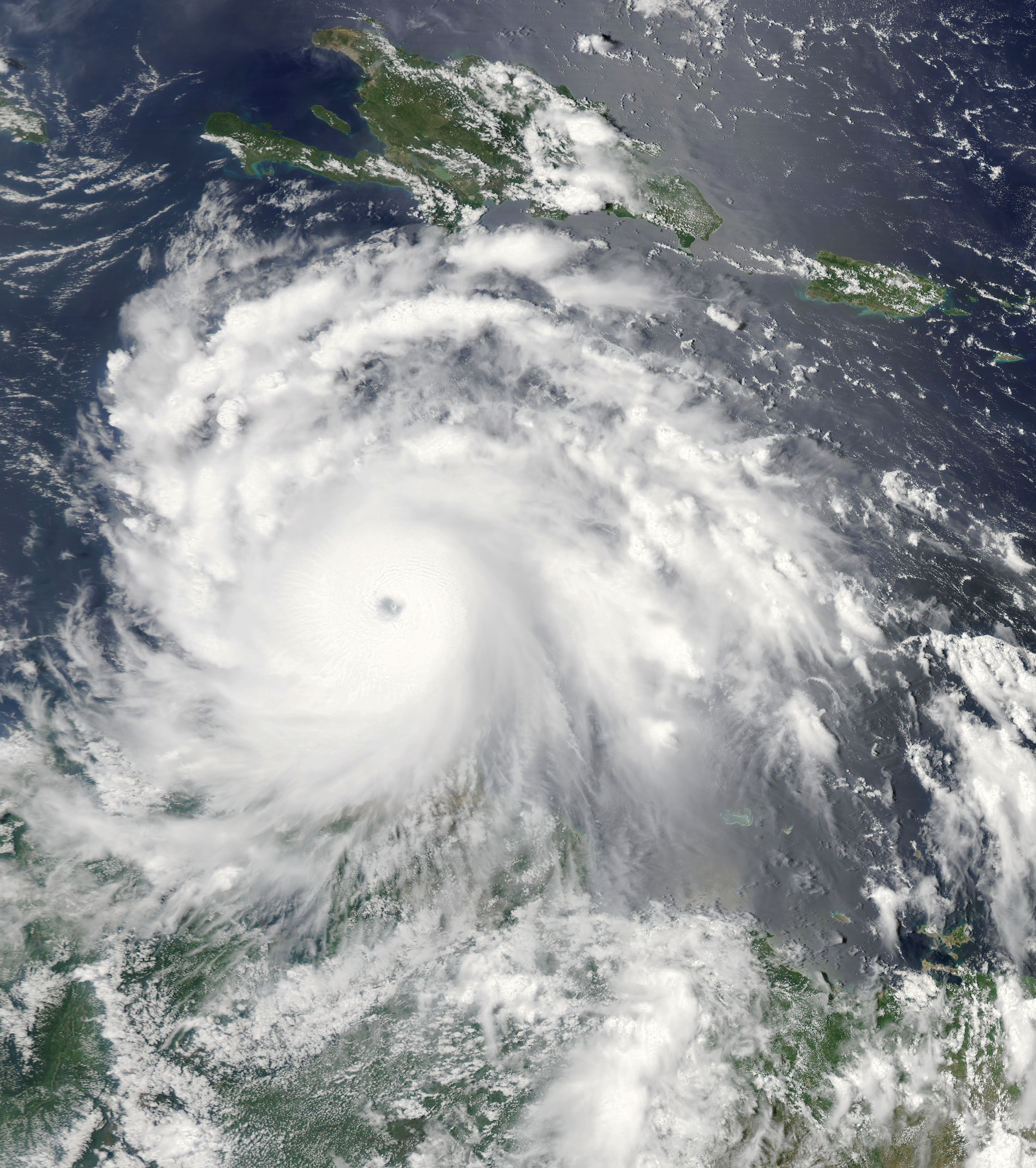
Ураган Фелікс швидко посилюється на південь від Гаїті, 2 вересня.

Простежуючи область надзвичайно низького зсуву вітру та все більш високий вміст тепла в океані, Фелікс швидко розвинув чітко окреслене око симетричну структуру хмар і сильний відтік на верхніх рівнях; отже незабаром після цього ураган почав вибухову інтенсифікацію. Фелікс отримав статус великого урагану близько 18:00 за всесвітнім координованим часом 2 вересня, перебуваючи приблизно в 790 км на південний-схід від Кінгстона, Ямайка. Швидке посилення тривало, і пізніше в той же день ураган отримав статус урагану 4 категорії за шкалою ураганів Саффіра-Сімпсона з падінням тиску до 957 мбар; це відповідало швидкості падіння 3,4 мбар на годину, що Національний центр з ураганів назвав «однією з найбільш швидких темпів посилення, які ми спостерігали». Рейс Hurricane Hunters повідомив про те що діаметр очі зменшився до 14 миль (22 км). Грунтуючись на спостереженнях, передбачається, що Фелікс досяг швидкості вітру 175 миль на годину (280 км/ч) 3 вересня, перебуваючи приблизно в 390 миль (625 км) на північний-схід від Кінгстона, Ямайка, що зробило Фелікса ураганом 5-ї категорії . Під час дослідження урагану, Hurricane Hunters зіткнулися з сильною турбулентністю, що змусило політ перервати місію.
Продовжуючи швидко рухатися на захід, діаметр очі зменшився до 12 миль (19 км), і Національний центр ураганів оцінив, що ураган досяг мінімального центрального тиску в 929 мбар (гПа; 27,43 дюйма ртутного стовпа) приблизно через сім годин після того, як він досяг 5 категорії. Спочатку передбачалося, що Фелікс буде слідувати в північно-західному напрямку, вдаривши по Белізу, перш ніж перетнути півострів Юкатан ; проте його шлях залишався на захід. Згодом верхня частина хмар біля центру початку нагріватися, оео стало менш виразним, і до 18:00 за всесвітнім часом 3 вересня Фелікс ослаб до статусу категорії 4 з вітром 145 миль на годину (230 км/ч). 4 вересня Фелікс завершив цикл заміни очних стінок і знову почав зміцнюватися протягом дня. Фелікс був підвищений до 5 категорії вдруге о 10:40, і досяг берега в Нікарагуа на південь від кордону з Гондурасом, в районі узбережжя Москито, як ураган 5 категорії, швидкість 160 миль на годину (260 км/ч). На дев'яту годину після виходу на берег система була добре організована, хоча вітер швидко зменшився, рано вранці 5 вересня Фелікс ослаб до тропічного шторму, так як його циркуляція верхнього рівня відокремилася від частини нижнього рівня. Система перетворилася в тропічну депресію, коли вона перетнула південний Гондурас, і о 09:00 UTC Національний центр з ураганів випустив останню рекомендацію по Феліксу, оскільки вона почала перетворюватися в широку область низького тиску. Залишки Фелікса відстежувалися на північному-заході через інші частини Латинської Америки, і врешті-решт розсіялися над мексиканським штатом в Табаско 7 вересня.

## Підготовка

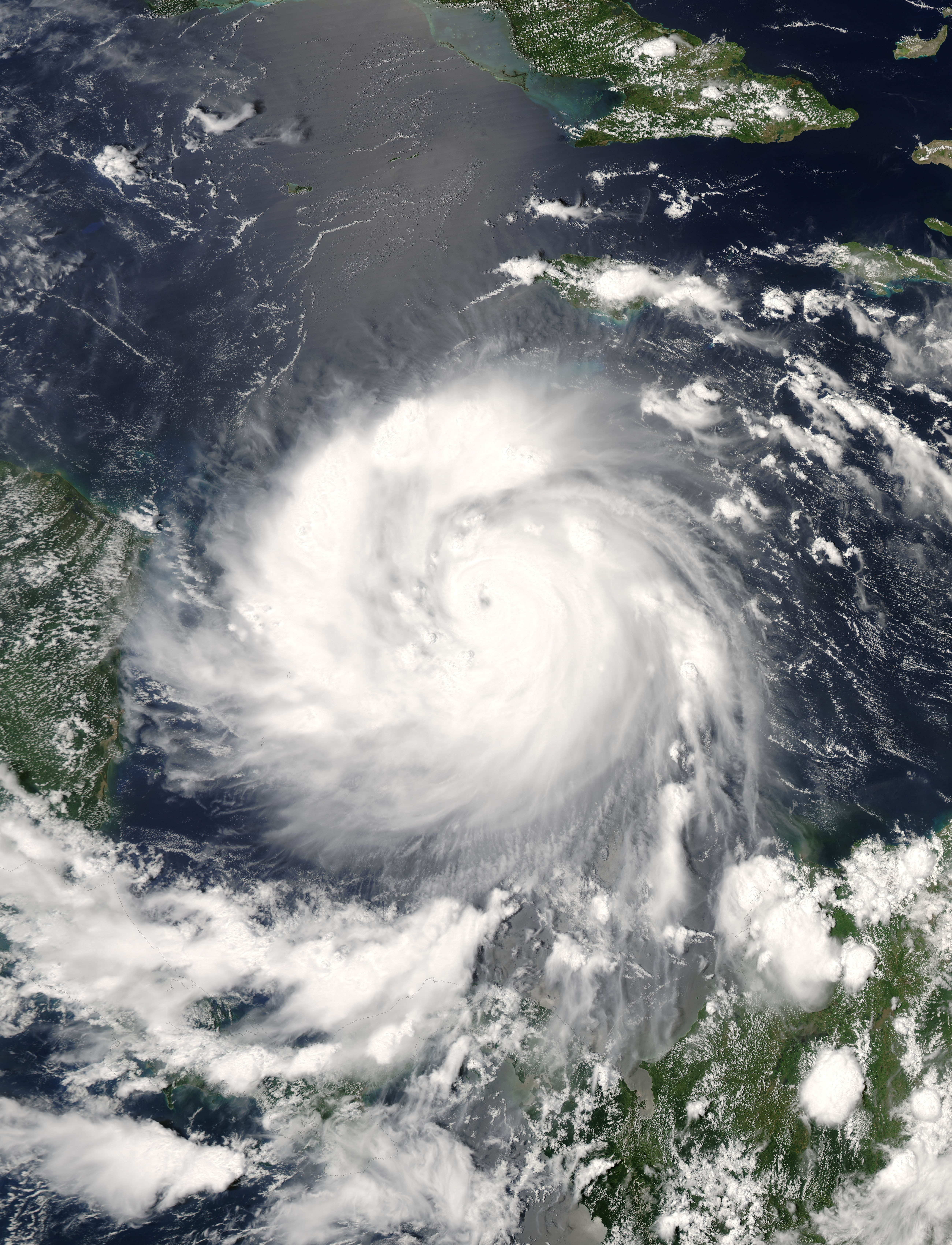
Ураган Фелікс в західній частині Карибського моря, наближаючись до Центральної Америки 3 вересня

Після того, як Фелікс перетворився на тропічний шторм, для Сент-Вінсента і Гренадін, Тринідад і Тобаго, Гренади, північно-східного узбережжя Венесуели від Кумани до Педерналес, включаючи острів Маргарита, а також для островів ABC були випущені попередження. У Тобаго було відкрито 79 притулків для людей. 2 вересня для карибських островів було випущено попередження про ураган, з яких туристи намагалися полетіти на літаку до приходу урагану. Рано вранці 2 вересня уряд Ямайки випустило для острова попередження про тропічний шторм, яке було скасовано, оскільки ураган пройшов далеко на південь. Пізніше, 2 вересня, попередження про тропічний шторм видано на острові Великий Кайман, І на наступний день тропічний штормове попередження було видано на острові Providencia. 3 вересня в 12:00 UTC було випущено попередження про ураган для Карибського узбережжя Гватемали і всього узбережжя Белізу.
О 03:00 за Гринвічем 3 вересня уряд Гондурасу оголосив попередження про наближення ураганів від Лимона до кордону Гондурасу / Нікарагуа. Посадові особи наказали евакуювати громадян з низинних районів поблизу берегової лінії; до полудня 3 вересня близько 300 туристів були евакуйовані з департаменту Бей-Айлендс, ще 400 готувалися до від'їзду літаком, близько 2000 чоловік були евакуйовані з прибережних районів. На той час, коли ураган обрушився на берег, близько 20 000 чоловік в Гондурасі поїхали в більш безпечні райони.
О 15:00 за Гринвічем 3 вересня, приблизно за 21 годину до свого остаточного виходу на берег, уряд Нікарагуа випустило попередження про ураган від Пуерто-Кабесас на північ до національного кордону. Приблизно за 12 годин до виходу на сушу від Пуерто-Кабесас на південь до Прінцаполкі було видано попередження про тропічний шторм. До приходу урагану офіційні особи доставили близько 140 000 фунтів (63 000 кг) їжі і предметів першої необхідності в район виходу на берег.

## Наслідки

### Карибські острови

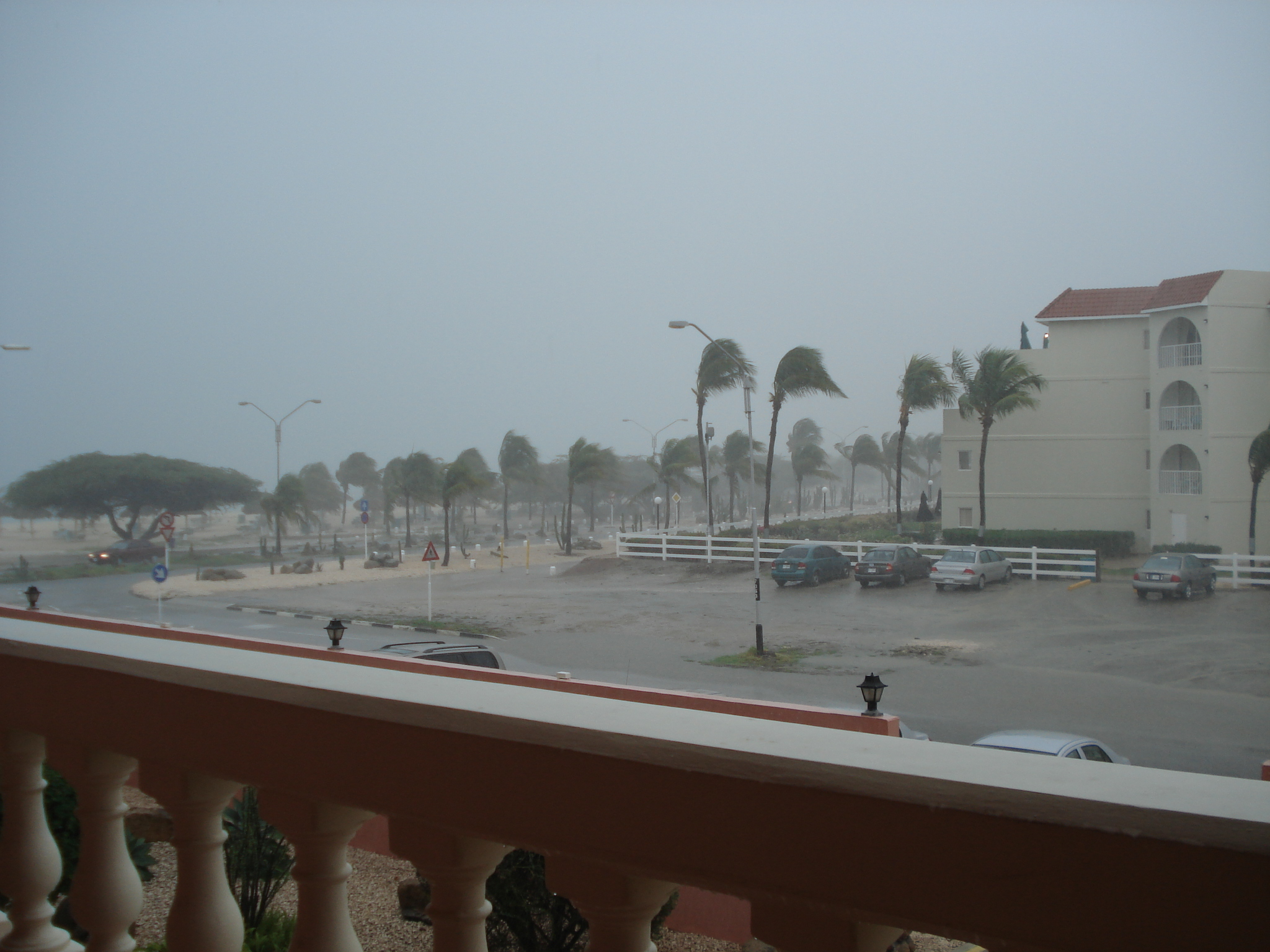
Фелікс проходить біля Аруби

Приблизно 1 вересня на Барбадосі був зареєстрований порив вітру зі швидкістю 46 миль на годину (74 км/год), і приблизно в той же час порив вітру зі швидкістю 44 миль на годину (71 км/ч) спостерігався на Сент-Вінсент. Шторм призвів до злив на Навітряних островах. На Тринідаді рясні опади викликали зсуви і річки вийшли з берегів, зруйнували деякі мости; помірний вітер пошкодив кілька будівель на острові. Збиток сусіднього Тобаго був зосереджений в його північній частині, де в результаті дощу сталося кілька зсувів. Збиток від урагану на Тобаго був оцінений в 250 000 доларів США. У Гренаді поривчастий вітер, обрушив кілька ліній електропередач і зруйнував дахи двох будинків; сильні хвилі також зламали декілька судів з якорів. У Сент-Люсії ураганний вітер пошкодив дах магазину в Кастрі, в результаті чого обвалилося на 12 автомобілів.
На островах ABC ураган викликав поривчастий вітер і проливні дощі. Однак про Бонайре було повідомлено про незначне збиток; через опади кілька будинків на Кюрасао опинилися під водою. В Арубі вітер пошкодив один будинок і ненадовго залишив без електрики північне місто. Ураган «Фелікс» викликав сильні вітри і хвилі заввишки 10 футів (3 м) уздовж північного узбережжя Венесуели, в результаті чого одна людина зникла безвісти в Пуерто Кабельо.

### Центральна Америка

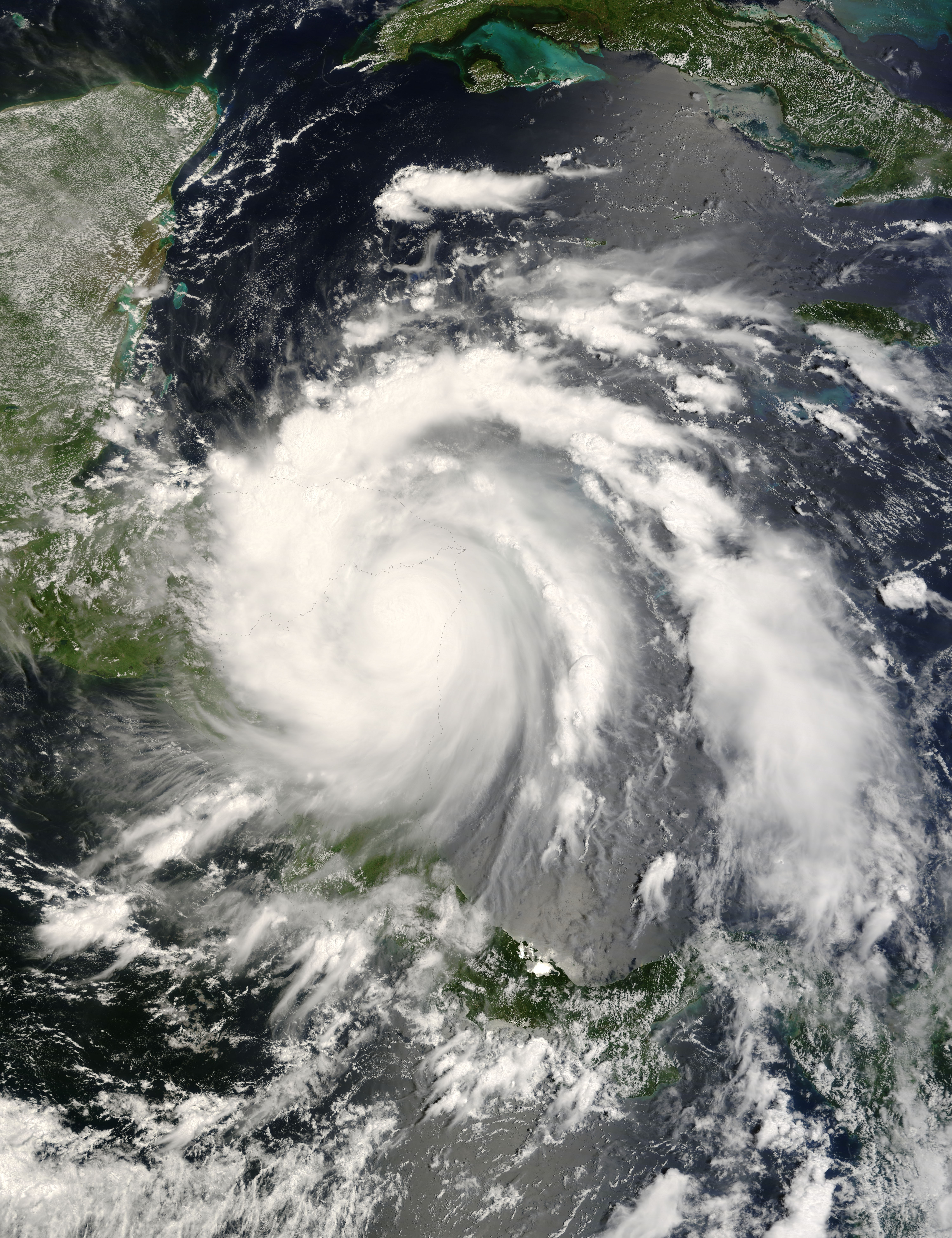
Ураган Фелікс після виходу на берег в Нікарагуа 4 вересня

Ранні повідомлення припускали серйозні руйнування в Гондурасі та Нікарагуа після того, як Фелікс обрушився на берег як ураган 5-ї категорії. В Пуерто-Кабесас майже кожна будівля отримало принаймні пошкодження даху, і багато будинків були зруйновані. Повідомлялося про повені і зсуви вздовж узбережжя Москито, в результаті яких було зруйновано безліч будинків і заблоковані дороги. Уряд Нікарагуа оголосив північне узбережжя Карибського моря зоною лиха. У Міскіто Cays, розташовані близько 43 миль (69 км) на північно-східному узбережжі Нікарагуа був одним з найбільш постраждалих районів. Ураган «Фелікс» ще не досяг берега, але досяг максимальної сили, коли пройшов над рифами міскіто. Вітри урагану зі швидкістю до 160 миль на годину (260 км / ч) повністю зруйнували Рифи. Стовпи, які раніше становили основу будинків, були єдиними залишками на рифах.
За повідомленнями, загинуло не менше 133 осіб. Щонайменше 130 з них знаходилися в Нікарагуа. Хоча деякі подробиці були розкриті, вони включають щонайменше 25 загиблих рибалок, смерть від утоплення на човні, зіткнення з падінням деревом і принаймні одну непряму смерть, викликану медичними ускладненнями після народження. У Гондурасі було зареєстровано три випадки смерті, одна з яких була викликана автомобільною аварією, викликаної зливою і зсувами, а дві — повінню в столиці країни Тегусігальпі. Деякі люди які вижили були також знайдені на березі Москито, які спочатку були оголошені зниклими без вести.
За офіційною інформацією, постраждали не менше 40 000 чоловік і зруйновано 9 000 домівок, більшість з яких знаходиться в нікарагуанському місті Білві (Пуерто-Кабесас), де уряд оголосив «режим НС». Повідомлялося також про повну відсутність предметів постачання і послуг в цьому районі. Була отримана допомога з Венесуели, Куби, Сполучених Штатів і Гондурасу, і багато організацій, такі як Червоний Хрест Нікарагуа, засоби масової інформації та університети, організували збори по всій країні. Президент Нікарагуа Даніель Ортега відвідав Білві на наступний день після урагану і пообіцяв відновити будинки постраждалим людям. Збиток в Нікарагуа склав 13,4 млрд доларів (720 млн доларів).
Повідомлялося також про повінь в Гондурасу, особливо в районі Тегусігальпи і в північно-західних регіонах, де річки Улуа і Хамелекон затопили сільськогосподарські угіддя. Прибережне повінь також завдало шкоди місту Ізабал в Гватемалі, звідки було евакуйовано 850 осіб. Шкода завдана врожаю в Гондурасі склав 68,28 млн.